# Askanija-Nova

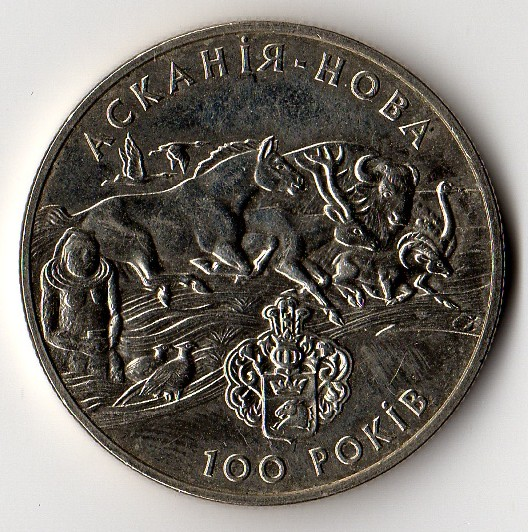
Moneta da 2 hryvni (1998), commemorativa del centenario della riserva

Askanija-Nova (in ucraino Асканія-Нова?; in russo  Аскания-Нова?, « Nuova Ascania ») è una riserva naturale protetta, riconosciuta come riserva della biosfera dall'UNESCO dal 1983, situata nell’oblast' di Cherson (Ucraina meridionale), a 60 km a sud-est della città di Kachovka. Si tratta di una delle poche regioni d'Europa dove ancora si trova una vegetazione steppica praticamente incontaminata per 110 km2. La riserva dispone di uno zoo d'acclimatazione e di un giardino botanico. Nel posto è possibile incontrare oltre 50 specie di animali rari, come il cavallo di Przewalski, del quale la riserva ospita il più numeroso gruppo in cattività del mondo.

## Storia

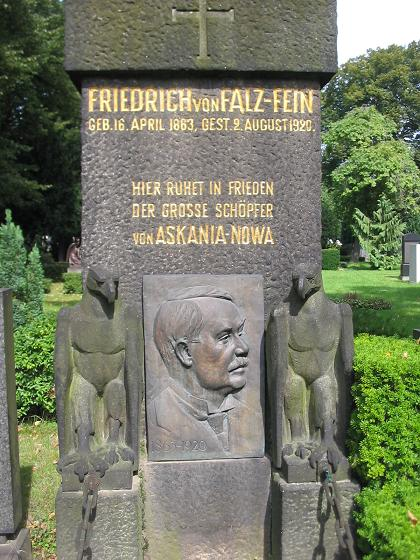
La tomba di Falz-Fein

La riserva fu creata nel 1874 per il proprietario terriero Friedrich Eduardovych Falz-Fein, all'interno della colonia tedesca di Neu-Askanien, fondata nel 1828 e che solo nel 1890 divenne un insediamento organizzato (chutor). Durante la prima e la seconda guerra mondiale, la riserva fu devastata.
Ad Ascania-Nova si trova l'Istituto ucraino per la ricerca sull'agricoltura da steppa. Ogni anno, ospita circa 200 000 visitatori.
Attualmente l'area è occupata dalle truppe russe, nell'ambito dell'Invasione russa dell'Ucraina del 2022.